# 洛埠镇
洛埠镇，是中华人民共和国广西壮族自治区柳州市鱼峰区下辖的一个乡镇级行政单位。

## 行政区划
洛埠镇下辖以下地区：
洛埠街社区、银鸥社区、洛埠村和下窑村。